# Chủng tộc thượng đẳng

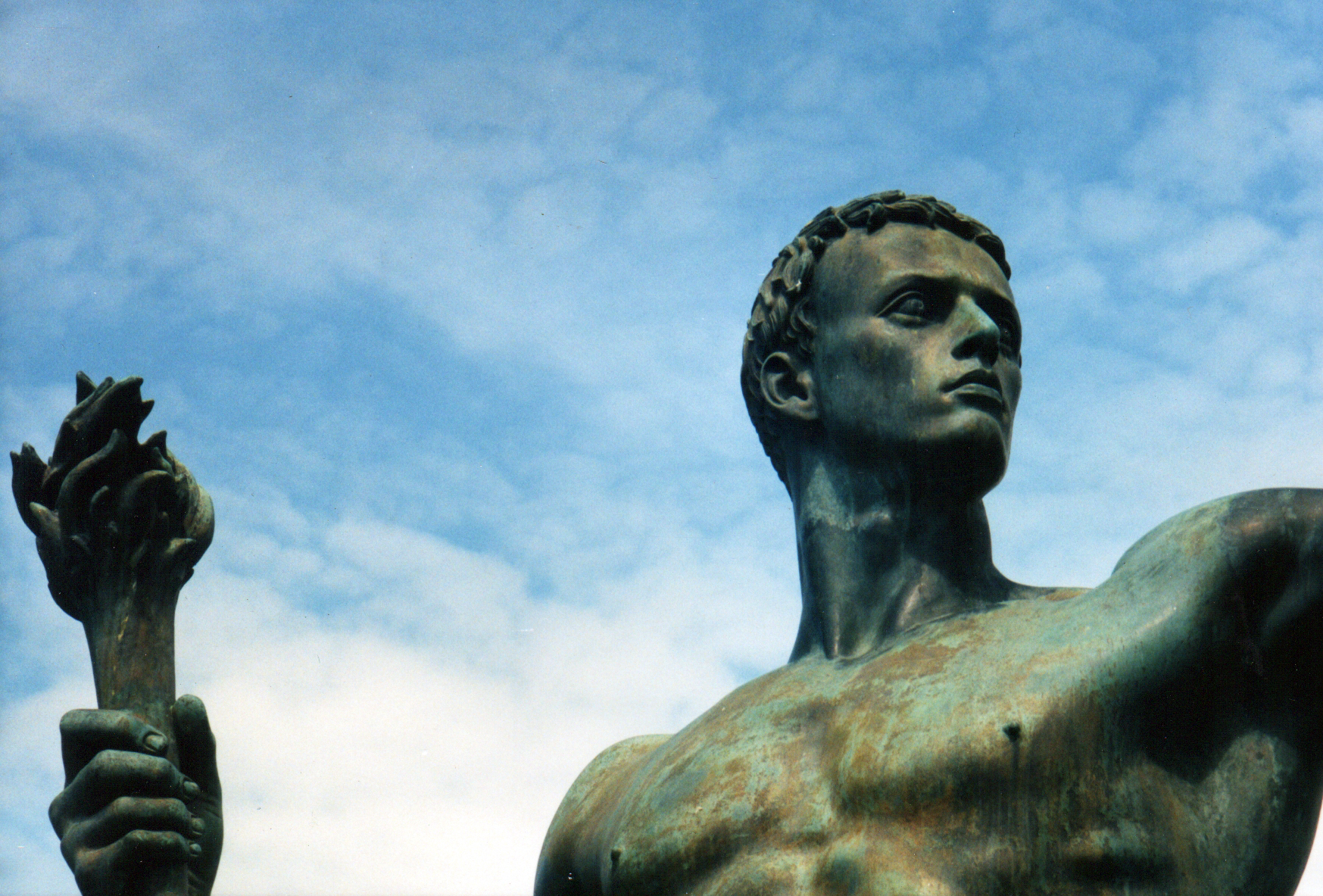
Tác phẩm điêu khắc tân cổ điển Die Partei (Bữa tiệc) của Arno Breker năm 1939, nằm ở hai bên lối vào Phủ Thủ tướng Đức do Albert Speer thiết kế ở Berlin. Tác phẩm điêu khắc này nhấn mạnh những gì mà Đức Quốc xã coi là đặc điểm chủng tộc "Bắc Âu" đáng mơ ước.

Chủng tộc thượng đẳng (tiếng Đức: Herrenrasse, tiếng Anh: Master race) là một khái niệm ngụy khoa học trong hệ tư tưởng phát xít của Đức Quốc xã, theo đó thì cái gọi là "chủng tộc Arya" được coi là đỉnh cao của tôn ti chủng tộc con người. Những thành viên của chủng tộc này theo đó được gọi là "Herrenmenschen" (n.đ. 'con người ưu việt').
Nhà lý luận chính trị Đức Quốc xã Alfred Rosenberg tin rằng "chủng tộc Bắc Âu" có nguồn gốc từ những người Ấn-Âu nguyên thủy, những người mà ông tin rằng đã cư trú từ trước trong lịch sử ở Đồng bằng Bắc nươc Đức hay Vùng đất thấp phía Bắc (một trong những vùng địa lý lớn của Đức) và cuối cùng có thể có nguồn gốc từ hòn đảo Atlantis đã biến mất.
Đức Quốc xã tuyên bố rằng người Aryan vượt trội hơn tất cả các chủng tộc khác và tin rằng họ có quyền mở rộng lãnh thổ. Khái niệm này được gọi là chủ nghĩa Bắc Âu. Chính sách thực tế được phát xít Đức thực hiện đã kéo theo việc ra đời của chứng chỉ Aryan. Tài liệu này, được pháp luật yêu cầu đối với mọi công dân của Reich là "Giấy chứng nhận Aryan ít hơn" (Kleiner Ariernachweis).
Điều này có thể có được thông qua Ahnenpass, yêu cầu chủ sở hữu truy tìm dòng dõi của bản thân thông qua bí tích rửa tội, giấy khai sinh hoặc bằng chứng xác thực rằng tất cả ông bà của mình đều thuộc "dòng dõi Aryan".
Người Slav (cùng với người Digan và người Do Thái) được định nghĩa là thấp kém hơn về chủng tộc và không phải là người Aryan Untermenschen, và do đó được coi là mối nguy hiểm cho chủng tộc "Aryan" hoặc người Đức thượng đẳng. Theo kế hoạch Bỏ đói và Generalplan Ost bí mật của Đức Quốc xã, dân Slav đã được loại bỏ khỏi Trung Âu thông qua việc trục xuất, nô lệ, bỏ đói, và tiêu diệt,  ngoại trừ một tỷ lệ nhỏ người bị coi là hậu duệ phi Slavơ của những người định cư Đức, và do đó thích hợp cho việc Đức hóa.